# Berknereiland
Berknereiland is een eiland in de Weddellzee die bij Antarctica gelegen is. Het eiland is 44.000 km² groot en wordt zowel door het Verenigd Koninkrijk als door Argentinië geclaimd. Berknereiland wordt omgeven door ijs. Het noordelijkste punt ligt circa 16 kilometer van open zee en het oostelijkste punt circa 150 kilometer van het Antarctisch vasteland. Het hoogste punt van het eiland is de Thyssenhöhe met een hoogte van 869 meter. Het eiland scheidt het Filchnerijsplateau van het Ronne-ijsplateau.
Berknereiland werd in 1958 ontdekt door Amerikaanse leden van het Internationaal Geofysisch Jaar (US-IGY) bij Ellsworth Station onder leiding van Finn Ronne. Het Advisory Committee on Antarctic Names vernoemde vervolgens het eiland naar Lloyd Berkner, een ingenieur van de poolexpeditie in 1928-1930.